# Phi vụ ngầm
Phi vụ ngầm (tên gốc tiếng Anh: Contraband) là một phim điện ảnh tội phạm giật gân của Mỹ năm 2012 do Baltasar Kormákur đạo diễn. Phim có sự tham gia của các diễn viên Mark Wahlberg, Kate Beckinsale, Ben Foster, Caleb Landry Jones, Giovanni Ribisi, Lukas Haas, Diego Luna và J. K. Simmons. Đây là phiên bản làm lại từ phim điện ảnh Iceland Reykjavík-Rotterdam ra mắt năm 2008 mà Baltasar Kormákur có tham gia diễn xuất, với kinh phí đầu tư 25 triệu USD. Phi vụ ngầm được công chiếu tại Mỹ và Việt Nam vào ngày 13 tháng 1 năm 2012.

## Nội dung
Chris Farraday đã từ bỏ nghề buôn lậu và đang có cuộc sống hạnh phúc bên cô vợ Kate cùng với hai đứa con ở New Orleans. Andy, em trai của Kate, đi vận chuyển ma túy nhưng vứt hết số hàng xuống sông Mississippi vì thấy cảnh sát xuất hiện. Ông chủ của Andy là tên giang hồ Tim Briggs đe dọa sẽ giết gia đình của Chris nếu Andy không trả lại cho hắn 700.000 đôla. Chris quyết định đi kiếm tiền bằng cách buôn lậu, anh giao vợ con cho người bạn thân Sebastian Abney coi chừng. Chris lên một con tàu chở hàng, dự định sẽ mua 10 triệu đôla tiền giả ở Panama và về Mỹ bán chúng. Đi theo Chris còn có Andy, người bạn Danny Raymer và nhiều người bạn khác.
Ở Panama, Chris tìm đến trùm giang hồ Gonzalo để mua tiền giả. Briggs gọi điện cho Andy và bắt buộc anh lấy tiền đi mua ma túy. Số tiền đã biến mất, Chris và Danny đành phải giúp Gonzalo tấn công một chiếc xe bọc thép của chính phủ để đổi lấy số tiền giả. Sau trận đấu súng với lực lượng cảnh sát, họ cũng đã tẩu thoát thành công, cướp được bức tranh của họa sĩ Jackson Pollock. Chris và Danny chạy về con tàu với số tiền giả và bức tranh. Chris đánh Andy vì dám lấy tiền mua ma túy, Andy sau đó giải thích lý do cho Chris nghe.
Thật ra Sebastian đang làm việc với Briggs, và anh cần tiền để trả cho gã gangster Jim Church. Qua một cuộc điện thoại, Sebastian biết được Chris tính vứt bỏ số ma túy mà Andy mua. Sebastian bảo Briggs hãy đe dọa Kate để ngăn không cho Chris vứt số ma túy. Chris nhận ra Sebastian đã phản bội mình. Sebastian gọi điện cho thuyền trưởng Camp, báo tin rằng Chris đang buôn lậu trên tàu của ông và hứa sẽ chia phần cho ông. Vì không thể bắt Chris khai ra số hàng lậu, Camp buộc phải gọi cho cảnh sát đến kiểm tra con tàu khi vừa về đến New Orleans. Tuy nhiên cảnh sát không tìm thấy số hàng lậu. Briggs và bọn thuộc hạ đến gặp Chris để đòi số ma túy. Chris đưa nhóm của Briggs đến nhà của Camp, đột nhập vào trong rồi tìm thấy số ma túy. Chris đã bỏ trốn trong khi nhóm của Briggs đang ngồi trong phòng khách với số ma túy. Camp thức dậy và đi ra phòng khách đúng lúc cảnh sát đến. Camp và nhóm của Briggs đều bị bắt giữ vì tàng trữ ma túy.
Sebastian vô tình xô Kate ngã đập đầu vào bồn tắm. Nghĩ rằng Kate đã chết, Sebastian ném xác cô xuống cái hố ở công trường xây dựng. Chris đến nơi tìm thấy Kate bằng cách gọi vào điện thoại của cô, anh đưa cô vào bệnh viện kịp thời. Sebastian bị bắt giữ và bị đưa vào tù, ở trong tù anh bị bọn côn đồ bắt nạt. Danny tìm ra được số tiền giả mà trước đó Chris bí mật thả xuống sông Mississippi trước khi về đến New Orleans. Church là người mua lại số tiền giả của Chris với giá 3 triệu đôla. Church nói với Chris rằng bức tranh của Jackson Pollock là vật rất quý giá, sẽ được 20 triệu đôla nếu bán ở thị trường chợ đen. Nhóm của Chris vui mừng vì họ còn giữ bức tranh đó. Chris, Kate, Andy và hai đứa con tiếp tục sống hạnh phúc bên nhau tại một ngôi nhà ở bờ sông.

## Diễn viên
- Mark Wahlberg vai Chris Farraday
- Kate Beckinsale vai Kate Farraday
- Ben Foster vai Sebastian Abney
- Caleb Landry Jones vai Andy
- Giovanni Ribisi vai Tim Briggs
- Lukas Haas vai Danny Raymer
- J. K. Simmons vai Redmond Camp
- Diego Luna vai Gonzalo
- Robert Wahlberg vai John Bryce
- Jaqueline Fleming vai Jeanie Goldare
- William Lucking vai Bud Farraday
- David O'Hara vai Jim Church
- Kirk Bovill vai Crewman
- Viktor Hernandez vai Edwin
- Ólafur Darri Ólafsson vai Olaf
- Jason Mitchell vai Walter